# Baitudasht IV
Baitudasht IV är en forntida stad i regionen Pyange, Tadzjikistan.
Sedan 9 november 1999 är platsen uppsatt på Tadzjikistans tentativa världsarvslista.